# Wapen van Goutum

Wapen van Goutum

Het wapen van Goutum is het dorpswapen van het Nederlandse dorp Goutum, in de Friese gemeente Leeuwarden. Het wapen werd in 1994 geregistreerd.

## Beschrijving
De blazoenering van het wapen luidt als volgt:
In keel drie drinkkannen van zilver, geplaatst 2 en 1, en een vrijkwartier van azuur, beladen met een zwaan van zilver, met om de hals een kroon van goud.
De heraldische kleuren zijn: keel (rood), zilver (zilver), azuur (blauw) en goud (goud).

## Symboliek
- Drie kannen: verwijzen naar de drie staten die het dorp rijk was: de Drinkuitsma  State, de Putsma State en de Schenkinsma State.[3]
- Vrijkwartier met zwaan: overgenomen uit het wapen van de familie Wiarda, bewoners van de Schenkinsma State, de meest voorname state van het dorp. De zwaan op het dorpswapen heeft echter opgeheven vleugels en een dierenkroon om de hals in plaats van een muurkroon.[3]
- Kleurstelling: ontleend aan het wapen van Oostergo.[3]

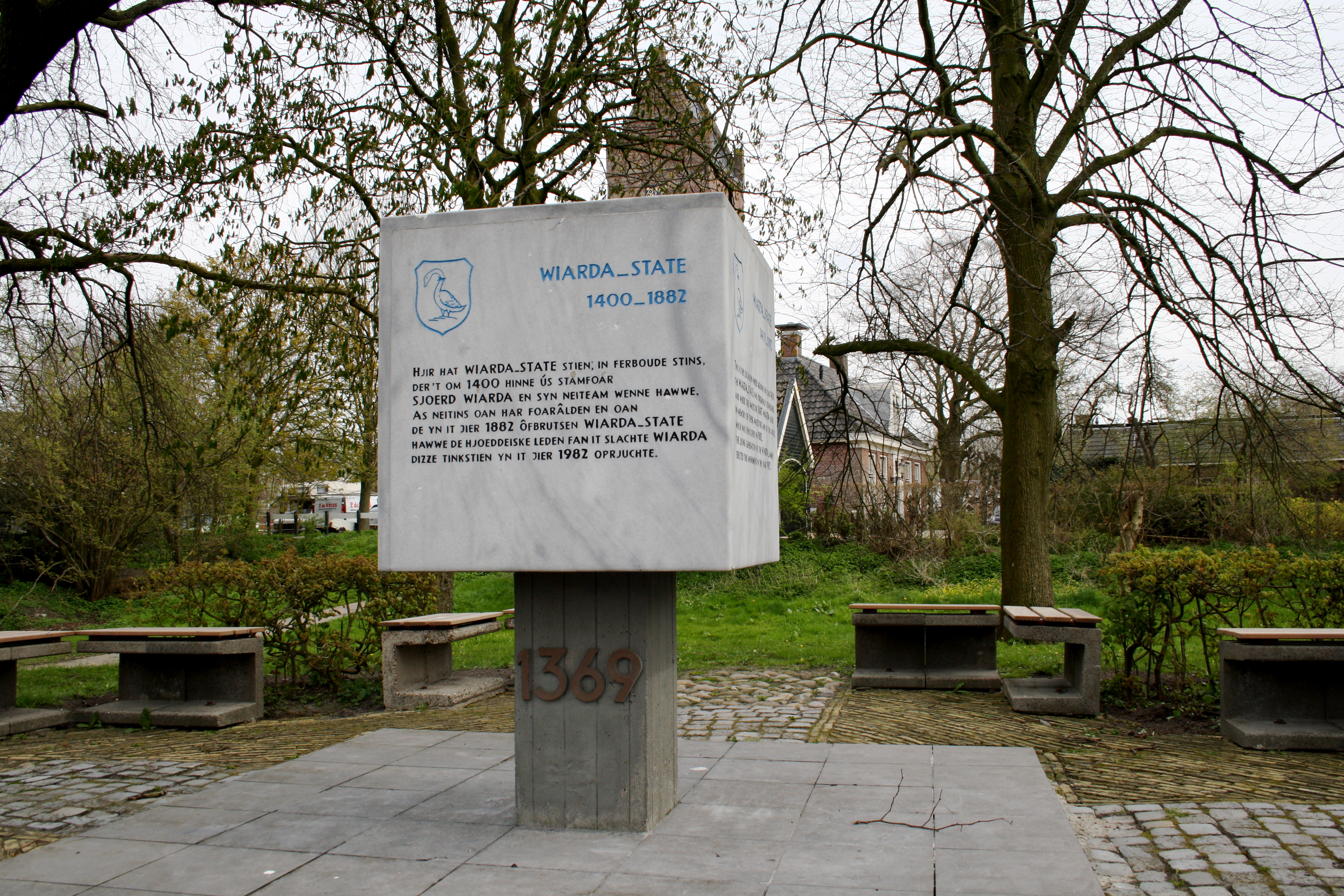
Gedenkteken voor de Wiarda State met ook het wapen van de Wiarda's.
Het wapen van Oostergo.

## Zie ook

Vlag van Goutum